# Sachen mit Wörtern
Sachen mit Wœrtern ist eine unabhängige Literaturzeitschrift, die halbjährlich von Anneke Lubkowitz, Mena Koller, Theresa Lienau, Rosa Baumgartner und Laura Schlingloff herausgegeben wird.

## Geschichte
Ursprünglich entstand Sachen mit Wœrtern im Rahmen eines ABV-Projektseminars zu Kulturmagazinen, in dem die Teilnehmer eine eigene Zeitschrift produzieren sollten. Die damaligen FU-Studentinnen Lubkowitz und Lienau entwickelten ein Literaturprintmagazin, das durch einen experimentierfreudigen Charakter und gewollten Dilettantismus ein Gegenprogramm zur gängigen Literaturzeitschriftenlandschaft darstellt. Nach der Erstausgabe beschlossen die beiden, das Magazin unabhängig vom Studium fortzusetzen. Ab 2013 wurden sie von Schlingloff und Koller unterstützt, ab 2016 von Rosa Baumgartner.

## Inhalt
Durch Illustrationen vom Berliner Künstler Petrus Akkordeon und einer kladdenhaften Anmut bewirken Sachen mit Wœrtern eine unvollendete und spielerische Erscheinung, die zugleich das Programm des Heftes widerspiegelt. Texte unbekannter Autoren werden neben denen etablierter Schriftstellerinnen gestellt und unter einem Themenschwerpunkt vereint, der ein Begriff aus dem Alltag darstellt wie beispielsweise Pausen, Dunst, Strom usf. Abgerundet werden die literarischen Beiträge durch Interviews, Kolumnen und themenspezifischen Gedankenspielen. 
Schließlich ist Sachen mit Wœrtern auch für zahlreiche Lesungen bekannt, wodurch sie nicht nur als reine Literaturzeitschrift gilt, sondern auch als Veranstaltungsreihe.

## Autoren
Neben unbekannten Beiträgern haben auch namhafte Autoren Texte bei Sachen mit Wœrtern publiziert wie u. a. Mikael Vogel, Martin Piekar, Jan Skudlarek, Ron Winkler, Lutz Steinbrück, Alexander Graeff, Birgit Kreipe, Sofie Lichtenstein, Sascha Kokot, Anna Hetzer und Kinga Tóth.